# ديناميكا براونية
يمكن أن تُستعمل الديناميكا البراونية أو الديناميك البراوني (بالإنجليزية: Brownian dynamics)‏ (و يسمى اختصاراً BD) لوصف حركة الجزيئات في المحاكاة الجزيئة. هي نسخة مبسطة لديناميكا لانجيفين Langevin dynamics وتنسجم مع الحد التي لا يأخذ فيها متوسط التسارع مكاناً ثابتاً عند تشغيل المحاكاة. يمكن أن تُوصف هذا التقريب على أنه ديناميكا لانجيفين 'مفرطة التخامد overdamped', أو, كديناميكا لانجيفين من دون عطالة.
في ديناميكا لانجيفين, تكون معادلة الحركة هي
{\displaystyle M{\ddot {X}}=-\nabla U(X)-\gamma M{\dot {X}}+{\sqrt {2\gamma k_{B}TM}}R(t)}
حيث أن {\displaystyle U(X)} هي كمون تفاعل الجسيم; و{\displaystyle \nabla } هي مؤثر التدرج gradient operator عندما تكون {\displaystyle \nabla U(X)} هي القوة المحسوبة من كمونات تفاعل الجسيم; والنقطة هي عملية الضرب وهي مشتقة عندما تكون {\displaystyle {\dot {X}}} هي السرعة و{\displaystyle {\ddot {X}}} هي التسارع; T هي الحرارة, kB هي ثابت بولتزمان; و{\displaystyle R(t)} هي التفاعل الغاوسي المستقر ذات الارتباط-دلتا بالمعنى-الصفري، وتكون
{\displaystyle \left\langle R(t)\right\rangle =0}
{\displaystyle \left\langle R(t)R(t')\right\rangle =\delta (t-t')}
في الديناميكا البراونية, لا يوجد تسارع مفترض يمكن أخذها في الاعتبار. وهكذا يُهمل الحد {\displaystyle M{\ddot {X}}(t)}, ومجموع هذه الحدود هو الصفر.
{\displaystyle 0=-\nabla U(X)-\gamma M{\dot {X}}+{\sqrt {2\gamma k_{B}TM}}R(t)}
بتعريف {\displaystyle \zeta =\gamma M}, وباستعمال علاقة أينشتاين Einstein relation, {\displaystyle D=k_{B}T/\zeta }, تكون أسهل كتابة المعادلة بهذه الطريقة
{\displaystyle {\dot {X}}(t)=-\nabla U(X)/\zeta +{\sqrt {2D}}R(t)}

## وصلات خارجية
- Course on Brownian and Langevin Dynamics